# I Had That Same Dream Again
 (mars 2025).
Motif : notoriété? N'est pas suffisamment démontré dans les autres IW (sources soit primaires, soit n'étant pas de notoriété importante/nationale)
- Archive Wikiwix
- Bing
- Cairn
- DuckDuckGo
- E. Universalis
- Gallica
- Google
- G. Books
- G. News
- G. Scholar
- Persée
- Qwant
- (zh) Baidu
- (ru) Yandex
- (wd) trouver des œuvres sur Wikidata

| 1. | Préciser le motif de la pose du bandeau. | Précisez le motif de la pose du bandeau en utilisant la syntaxe suivante : {{admissibilité à vérifier\|date=juillet 2025\|motif=remplacez ce texte par le motif}}                                |
| 2. | Informer les utilisateurs concernés.     | Pensez à avertir le créateur de l'article, par exemple, en insérant le code ci-dessous sur sa page de discussion : {{subst:avertissement admissibilité à vérifier\|I Had That Same Dream Again}} |

 (mars 2025).
Si vous disposez d'ouvrages ou d'articles de référence ou si vous connaissez des sites web de qualité traitant du thème abordé ici, merci de compléter l'article en donnant les références utiles à sa vérifiabilité et en les liant à la section « Notes et références ».
 (mars 2025).
Les informations dans cet article sont mal organisées, redondantes, ou il existe des sections bien trop longues. Structurez-le ou soumettez des propositions en page de discussion.
Avec le temps, il arrive que le contenu présent dans un article devienne désordonné. Il est souvent nécessaire de réorganiser l'article de fond en comble.
- Il faut tout d’abord répartir le contenu de l'article en plusieurs sections. Les informations doivent ensuite être exposées clairement et le plus synthétiquement possible, regroupées par sujet afin d'éviter les doublons. Quelqu'un cherchant une information précise doit pouvoir la trouver rapidement en lisant la section appropriée.
- À l'intérieur de chaque section, le texte, souvent initialement sous la forme de phrases éparses, doit être regroupé dans des paragraphes de quelques lignes, en assurant un enchaînement logique et une cohérence entre les phrases.
- Lorsque l'article ou l'une de ses sections développe trop longuement un point qui n'est pas dans le cœur du sujet traité, il convient de faire une synthèse et de transférer l'ancien contenu dans des articles plus appropriés (en cas de transfert, il faut impérativement respecter la procédure Aide:Scission).

Si vous pensez que ces points ont été résolus, vous pouvez retirer ce bandeau et améliorer le plan d'un autre article.
I Had That Same Dream Again (また、同じ夢を見ていた ; Mata, onaji yume wo miteita) est un light novel écrit par l'auteur Yoru Sumino et publiée aux presses Futabasha le 2 février 2016 et qui a ensuite été adaptée en une série manga de trois tomes arborant des illustrations par Izumi Kirihara.

## Synopsis
Le narratif de ce manga suit l'histoire d'une jeune élève nommée Koyanagi Nanoka faisant la rencontre d'une femme âgée, d'une adolescente qui fait de l'automutilation, et d'une femme ostracisée par la société. Ancrée dans une relation tendue avec ses parents et tâchée par son enseignante de définir le mot «bonheur», Nanoka se donne la mission d'approfondir ses liens avec ces trois étrangères et, chemin faisant, de rentrer chez elle avec une réponse convaincante.

## Personnages
Alors qu'il y a quatre personnages centraux au récit, seulement la jeune fille peut-être considérée comme une protagoniste. Certaines informations contenues dans cette section sont à considérer comme divulgâchantes.

### Nanoka Koyanagi(小柳 奈ノ花,Koyanagi Nanoka?)
Une jeune fille en début de parcours scolaire. Après s'être chicanée avec ses parents, son enseignante lui tâche de définir le bonheur. Elle fera la rencontre des autres personnages au fil de son cheminement intérieur.

### Minami
Une étudiante adolescente qui pratique l'automutilation. Après avoir perdu ses parents dans un accident d'avion sans pouvoir se réconcilier avec eux, Minami a commencer à s'automutiler. Elle encourage Nanoka à se réconcilier avec les siens pour ne pas qu'elle souffre du même sort qu'elle. Il est révélé plus tard qu'il s'agit d'un futur alternatif qui attendait Nanoka si elle et ses parents ne se réconciliaient pas.

### Abazure-san
Une jeune femme joyeuse vivant en marge de la société. Elle fait la rencontre de Nanoka alors que celle-ci tente de sauver un chat. Elle est plus tard révélée comme étant une version adulte de Nanoka.

### Obaa-chan
Une femme âgée vivant seule ses dernieres années. Elle accueille Nanoka dans sa maison et prend soin d'elle. Il est révélé qu'il s'agit de Nanoka de nombreuses années dans le futur.

## Réception
I Had That Same Dream Again se vend à 16 000 exemplaires au cours de sa première semaine, et se classe 9e du classement hebdomadaire « Livre » d'Oricon la semaine suivante. Il prend également la 3e place du classement « Livres d'images qui aident les enfants à bien dormir ».
En 2021, Anime News Network annonce que l'adaptation manga a été nommée pour le prix Eisner dans la catégorie Best U.S. Edition of International Material—Asia.
Dans un article publié le 24 juillet 2024, CBR dit de l'adaptation manga qu'elle est sous-estimée, charmante, et un curieux mélange d'innocence insouciante et de drame lourd.